# Doppelbotschaft
Als Doppelbotschaft (auch doppelte Botschaft oder Doppelbindung; englisch double bind) bezeichnet man in der klinischen Psychologie, der Sozialpsychologie und der Kommunikationswissenschaft ein dysfunktionales (bei häufiger Verwendung pathologisches) paradoxes Muster zwischenmenschlicher Kommunikation, das häufig in „gestörten“ Beziehungen auftritt. Der Begriff „Doppelbotschaft“ bezieht sich auf die kommunizierte Information, der Begriff „Doppelbindung“ auf das dadurch ausgelöste Reaktionsmuster, siehe → Doppelbindungstheorie.
Doppelbotschaften stellen eine Kommunikationsfalle dar, weil sie – meist auf unterschiedlichen Kommunikationsebenen, wie Inhaltsebene (meist verbal) und Beziehungsebene (häufig paraverbal oder nonverbal) – zwei Botschaften gleichzeitig vermitteln, die einander widersprechen und sich gegenseitig ausschließen. Die widersprüchlichen Botschaften können dabei vom Inhalt der gesprochenen Worte, dem Tonfall, der Gestik, der Mimik oder Handlungen ausgehen.
Der Empfänger solcher Botschaften steht vor dem Dilemma, wie er sich verhalten soll, weil er nicht beide Botschaften gleichzeitig befolgen oder für wahr halten kann und ihm unklar ist, welche der Botschaften er beachten soll. Meist kann er die Zweideutigkeit dieser Botschaft nicht bewusst erkennen, also beispielsweise die Diskrepanz zwischen (verbalem) Inhalts- und (nonverbalem) Beziehungsaspekt, und hat keine Möglichkeit, adäquat darauf zu reagieren. Eine solche Kommunikation erzeugt beim Empfänger Verwirrung, Unsicherheit, Stress und kann, wenn Doppelbotschaften häufig verwendet werden, unter Umständen den Empfänger dieser Botschaften langfristig krank machen oder schwere Beziehungsstörungen auslösen. Doppelbotschaften können in manipulativen Beziehungen dazu eingesetzt werden, den Partner ins Unrecht zu setzen, zu kritisieren, abzuwerten, zu verunsichern (und letztendlich zu schwächen), da dieser nicht richtig handeln kann und zwangsläufig gegen eine der beiden Botschaften verstoßen muss. Doppelbindungen können in der Eltern-Kind-Beziehung bei der Entstehung von Bindungsstörungen eine wichtige Rolle spielen, z. B. bei emotionaler Vernachlässigung oder emotionaler Misshandlung, im Rahmen von Kindheitstrauma oder kollusiven Beziehungsmustern in partnerschaftlichen Beziehungen zur Erzeugung bzw. Festigung von Machtstrukturen, Abhängigkeiten oder beispielsweise in pathologischen „Borderline-“ oder „narzisstischen“ Beziehungen.
Bateson et al. (1984) formulieren sechs notwendige Kriterien für eine pathogene double bind-Situation:
1. mindestens zwei beteiligte Personen
2. wiederholte Erfahrung der Situation beim Opfer
3. primäres negatives Gebot
4. sekundäres Gebot, das im Widerspruch zum ersten steht
5. tertiäres Gebot, welches das Verlassen der Situation verhindert
6. Verinnerlichung der Struktur beim Opfer als „normal“

## Beispiele
Einige einfache Beispiele für alltägliche Doppelbotschaften:
- Auf die Frage: „Wie geht es dir?“ wird mit leidendem Gesichtsausdruck und weinerlicher Stimme geantwortet: „Mir geht es gut.“
- Ein Kompliment oder eine Liebeserklärung mit versteinerter Miene und ausdrucksloser Stimme.
- Die Aufforderung: „Komm her zu mir“ mit abweisender Mimik und zurückweisender Gestik (z. B. Stopp-Geste, verschränkte Arme).
- Die Aufforderung einer Frau an ihren Ehemann: „Du könntest mich wirklich heute zu unserem Hochzeitstag mal wieder mit Blumen überraschen.“ (Widerspruch zwischen Aufforderung und überraschen).
- Zum Partner: „Du darfst doch immer tun, was du willst, aber enttäusche mich nie (erfülle immer meine Erwartungen)!“
- Der Vorgesetzte zum Angestellten: „Sie müssen sich nicht viel Arbeit mit dem Projekt machen, aber ich brauche von Ihnen eine perfekte Präsentation, die alle Kunden überzeugt.“
- Ein Mann hat von seiner Freundin zu Weihnachten zwei Hemden geschenkt bekommen. Als er eines davon beim nächsten Treffen anzieht, stellt sie die Frage: „Das andere gefällt Dir wohl nicht?“
- Ein gekränkter Mann sagt zu seiner Frau, die sich mit ihrer Freundin verabredet hat (mit unterdrückter Wut): „Mach dir ruhig einen schönen Abend und denk nicht an mich!“
- Die Anweisung eines Chefs an den Abteilungsleiter: „Reformieren Sie grundlegend die Arbeitsstrukturen und die Organisation in der Abteilung, aber verändern Sie nichts in meiner Firma!“
- Die Aufforderung: „Hilf mir, mit meinen Problemen fertig zu werden, aber misch dich nicht in meine Angelegenheiten und sag mir nicht, was zu tun ist!“
- „Mach doch nicht immer nur, was andere dir sagen. Sei doch auch mal spontan!“
- Szene aus dem Monty Python Film Das Leben des Brian: Brian zu seinen Jüngern: „Hört nicht auf meine Lehren. Ihr seid alle Individuen!“, euphorische Masse: „Ja, Meister, wir sind alle Individuen!“, ein Einzelner: „Nö, ich nicht!“
- Die Redensart: „Wasch mir den Pelz, aber mach mich nicht nass!“[14]

Mit den theoretischen Grundlagen von Doppelbindungen, wie Kommunikationsstrukturen, Transaktionsebenen, Auswirkungen, Erklärungen aus der Erkenntnistheorie und therapeutischen Behandlungsansätzen haben sich Gregory Bateson, Paul Watzlawick und ihre Kollegen an der Universität von Palo Alto (Palo-Alto-Gruppe) in der maßgeblich von ihnen entwickelten Doppelbindungstheorie auseinandergesetzt.